# 法立寺 (弘前市)
法立寺（ほうりゅうじ）は、青森県弘前市新寺町にある日蓮宗の寺院。山号は宝幢山。旧本山は京都本満寺。

## 歴史
天文2年（1533年）日尋（京都の本満寺塔頭の玉持院2世）を開山に大浦城下の賀田（旧岩木町）に創建された。慶長16年（1611年）弘前城下の寺町（元寺町）へ移転した。慶安2年（1649年）大火で類焼し、慶安3年（1650年）現在地へ移転した。文化7年（1810年）火災で諸堂、古記録、古器物等を焼失したが、安政6年（1859年）本堂を再建した。現在の本堂は平成13年（2001年）日蓮宗立教開宗750年記念事業として再建されたもの。

## 旧末寺
日蓮宗は昭和16年（1941年）に本末を解体したため、現在では、旧本山、旧末寺と呼びならわしている。
- 境智窟本迹院（弘前市新寺町) 塔頭
- 南榮院（弘前市新寺町）塔頭
- 青蓮山妙乗寺（五所川原市金木町朝日山）
- 薄市山弘法寺（北津軽郡中泊町中里字亀山）
- 正法山法華寺（平川市町居山元）
- 本立山日精寺（青森県南津軽郡大鰐町大字大鰐字大鰐）
- 梅田山法光寺（青森県南津軽郡藤崎町大字藤崎字村元）

## 参考資料
- 日蓮宗寺院大鑑編集委員会『宗祖第七百遠忌記念出版 日蓮宗寺院大鑑』大本山池上本門寺 (1981年)